# مالكولم ستيوارت
مالكولم ستيوارت هو ممثل كندي، ولد في 15 مايو 1948 بمونتريال في كندا.

## أعمال

### أفلام
- (1995) جومانجي[1]

## وصلات خارجية
- مالكولم ستيوارت على موقع IMDb (الإنجليزية)
- مالكولم ستيوارت على موقع ألو سيني (الفرنسية)
- مالكولم ستيوارت على موقع أول موفي (الإنجليزية)
- مالكولم ستيوارت على موقع قاعدة بيانات الأفلام السويدية (السويدية)
- مالكولم ستيوارت على موقع قاعدة بيانات الفيلم (الإنجليزية)
- مالكولم ستيوارت على موقع كينوبويسك (الروسية)